# Economía de Cantabria
Cantabria, que con el arco de la bahía de Santander formó parte de la primera industrialización de la España peninsular en el siglo XVIII, ha sufrido desde la Guerra Civil un proceso de desindustrialización que la ha llevado a depender en gran medida del sector terciario. La economía cántabra ha pasado de centrarse en el comercio desde finales del XVIII y la fuerte actividad minera durante el XIX a las industrias siderúrgica y química en el siglo XX y, por último, a los servicios y el turismo. Mientras el mayor desarrollo económico se ha mostrado históricamente en el litoral, con la excepción del eje que supuso desde antiguo el Camino de Reinosa, el interior, abrupto, ha dependido del sector primario y en especial de la ganadería, hoy en claro retroceso, lo que es recordado por el mercado de ganados de Torrelavega, uno de los mayores del mundo. Después de la crisis de 1973 la economía de Cantabria, una de las más sólidas de España, entró en recesión a excepción del sector terciario, que aún suponiendo tres quintas partes del PIB no pudo impedir una fuerte caída.
Toda la región se puede considerar subordinada a Santander en cuanto que ésta reúne la mayor concentración de servicios y una buena cantidad de industrias, hecho explicable debido a que su área metropolitana supone alrededor de la mitad de la población de la comunidad autónoma. Además de en la capital, la actividad económica se concentra en los municipios costeros, núcleos industriales y de servicios de segundo orden que han equilibrado sus economías con el auge turístico, el eje del valle del Besaya (especialmente Torrelavega) y Reinosa como zonas industriales, y la villa de Potes como centro secundario de servicios para Liébana.
La inversión extranjera en Cantabria no es estable, fluctuando entre cifras muy diferentes. Los capitales extranjeros invirtieron 24.714,71 miles de euros en 2004, contrastando con los solo 724,70 del año anterior y los moderados 4.487,44 de 2006.
Según el INE en 2001 la economía de Cantabria dividía sus porcentajes de la siguiente manera: 64% de servicios, 22% de industria, 10% de construcción y 4% de agricultura, ganadería y pesca; en total representaba el 1,3% del VAB nacional. Por su parte, la economía sumergida representaba en el ejercicio 2000-2009 un 23,7% del PIB regional, según los Técnicos del Ministerio de Hacienda (Gestha).

## Economía histórica en Cantabria
Cantabria, marcada desde antiguo por una economía de subsistencia basada en el sector primario, con la importante excepción de la Real Fábrica de Artillería de La Cavada, pasó en la segunda mitad del siglo XVIII a depender localmente de una economía mercantilista gracias a la considerable mejora e impulso del puerto de Santander, el camino carretero de Reinosa, luego llamado de las harinas, y el permiso estatal para comerciar -aún con restricciones- con las colonias americanas, hechos que coinciden con la formación de una burguesía mercantil en la capital y la inversión de capitales regionales y extranjeros. En torno a 1800 cobran importancia las fábricas de harina y tejido. Eco de la economía cántabra durante el siglo XIX, en especial santanderina, es el Boletín de Comercio.

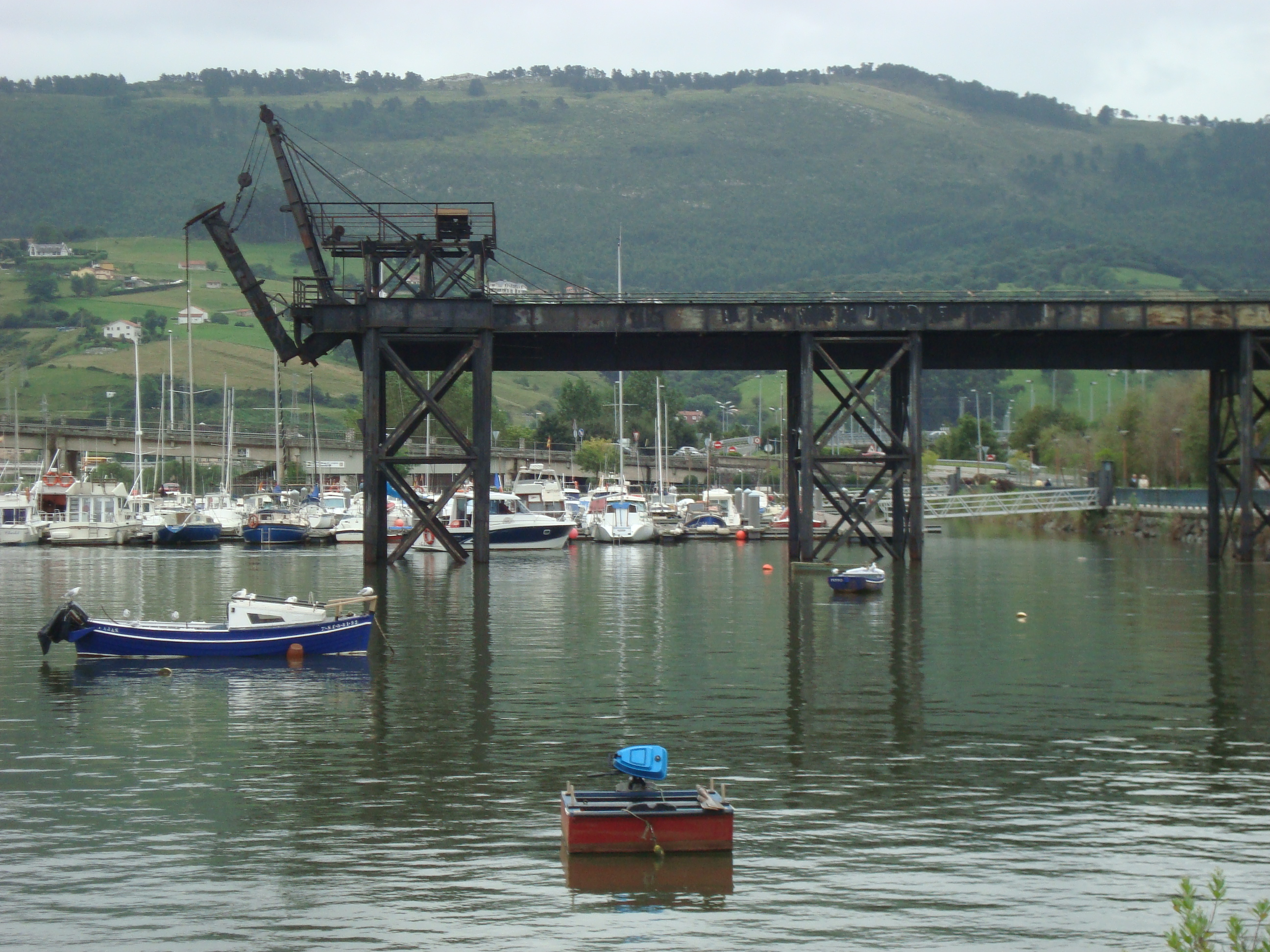
Antiguo cargadero de mineral de Orconera, en la localidad de El Astillero. Este cargadero tenía por objeto dar salida, por la ría de Astillero y a través de grandes buques mercantes, al mineral de hierro extraído de las minas de Villaescusa.

Con la pérdida de las colonias americanas en la segunda década del XIX, Cantabria pierde las ganancias del comercio, del cual dependía en gran medida. Su actividad se centra entonces en la minería; la Real Compañía Asturiana de Minas comenzó sus extracciones en Reocín en el año 1856, un año antes de que se proyectase una unión ferroviaria Cantabria - Mediterráneo. La actividad minera se consolidó con la pérdida de Cuba, que significaba el fin del comercio con La Habana. A la minería le acompañó la industria, dispersa por toda la costa y el valle del Besaya, muy diversificada pero dispersa y construida a base de pequeñas fábricas y empresas.
A principios del siglo XX se asientan en la comunidad grandes empresas especializadas: Nueva Montaña (1899), Solvay (1904) o Sniace (1944). El desarrollo de esta industria, en el que destacaron los sectores metalúrgico, químico y alimentario, se compaginó solidariamente con la pesca y la agricultura; tras la Guerra Civil se vivió un auge de los sectores tradicionales frente a la gran empresa (telas, cuero, calzado). No obstante, una vez materializada la fortaleza de la industria cántabra como una de las más fuertes de España, se sumió en un déficit de investigación que la hizo perder posiciones con el Plan de Estabilización y Desarrollo de 1959, que dejaba de proteger el mercado español para abrirlo al exterior. En la década de los años 1960 se palió con el desarrollo del turismo y los servicios. 

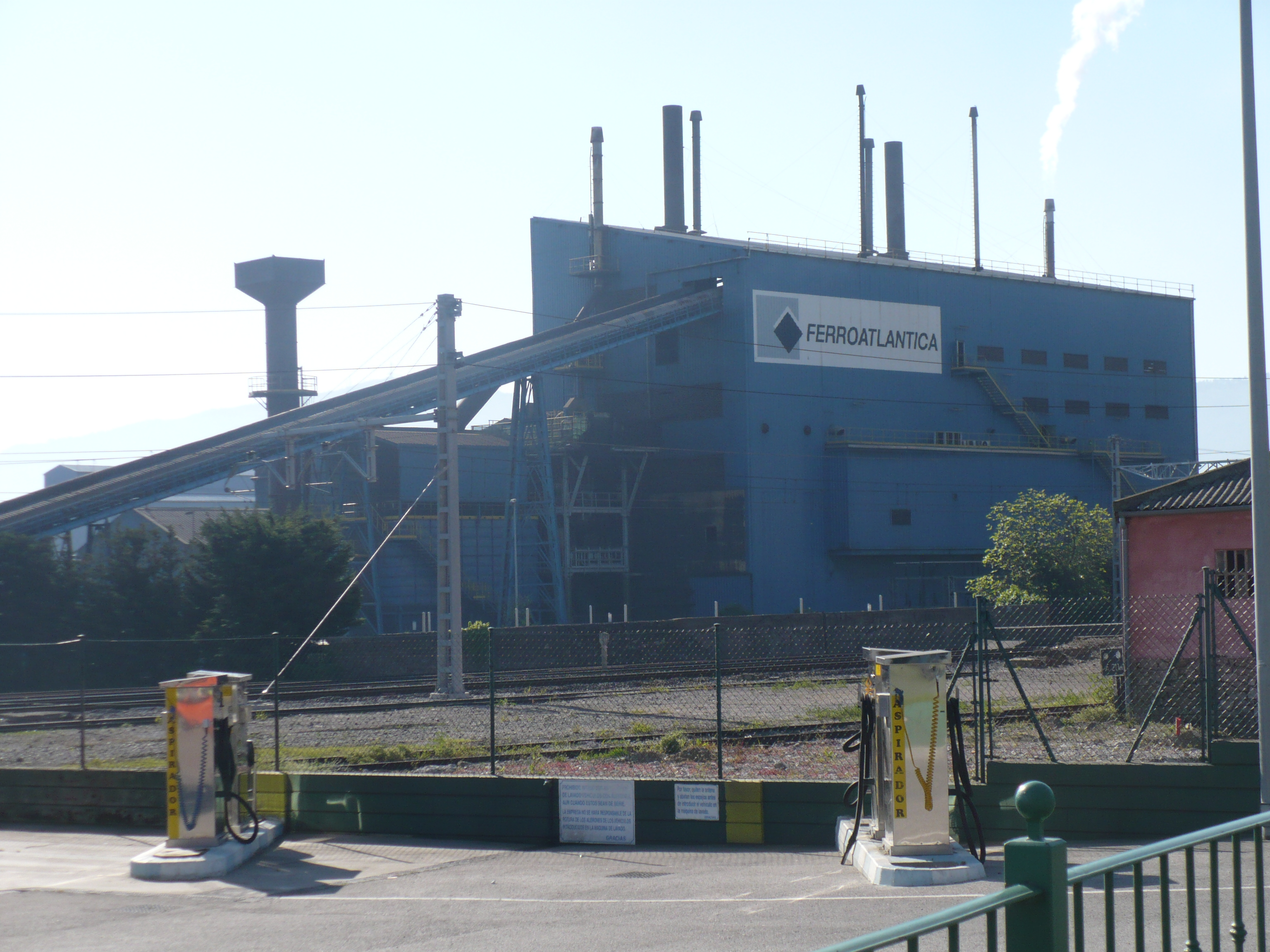
Factoría de Ferroatlántica en Maliaño. Durante gran parte del, Cantabria mantuvo una historia industrial de primer orden que comenzó a decaer a partir de los años 1970 con la crisis del petróleo y la posterior la reconversión industrial.

A pesar de todo, la economía regional no pudo resistir la crisis del petróleo de 1973 y se puso a la cola del país, hecho mantenido hasta la llegada del siglo XXI, en que volvió a estar por encima de la media del PIB español (en 2008 Cantabria ocupaba el puesto octavo entre las comunidades y ciudades autónomas, con un PIB nominal de 24.466 euros). Durante esas décadas la industria cántabra había quedado obsoleta y se procedió a una destrucción brutal de las industrias. Esto se vio reflejado en las estadísticas, pues mientras que en 1960 Cantabria (provincia de Santander) ocupaba el puesto quinto entre las provincias españolas en cuanto a PIB, el 1991 había descendido al puesto 23; así, frente a los 55.819 puestos de empleo en la industria de 1955, en 1991 se vieron reducidos a 38.962. Esta situación propició la calificación de Cantabria como objetivo 1 de la política económica europea en la década de los '90, lo que impulsó de nuevo el desarrollo de la región. Por otra parte, la integración en la Unión Europea ha provocado grandes transformaciones en el sector primario cántabro, hoy sensiblemente reducido, y especialmente en la ganadería.

## Sector primario

### Agricultura

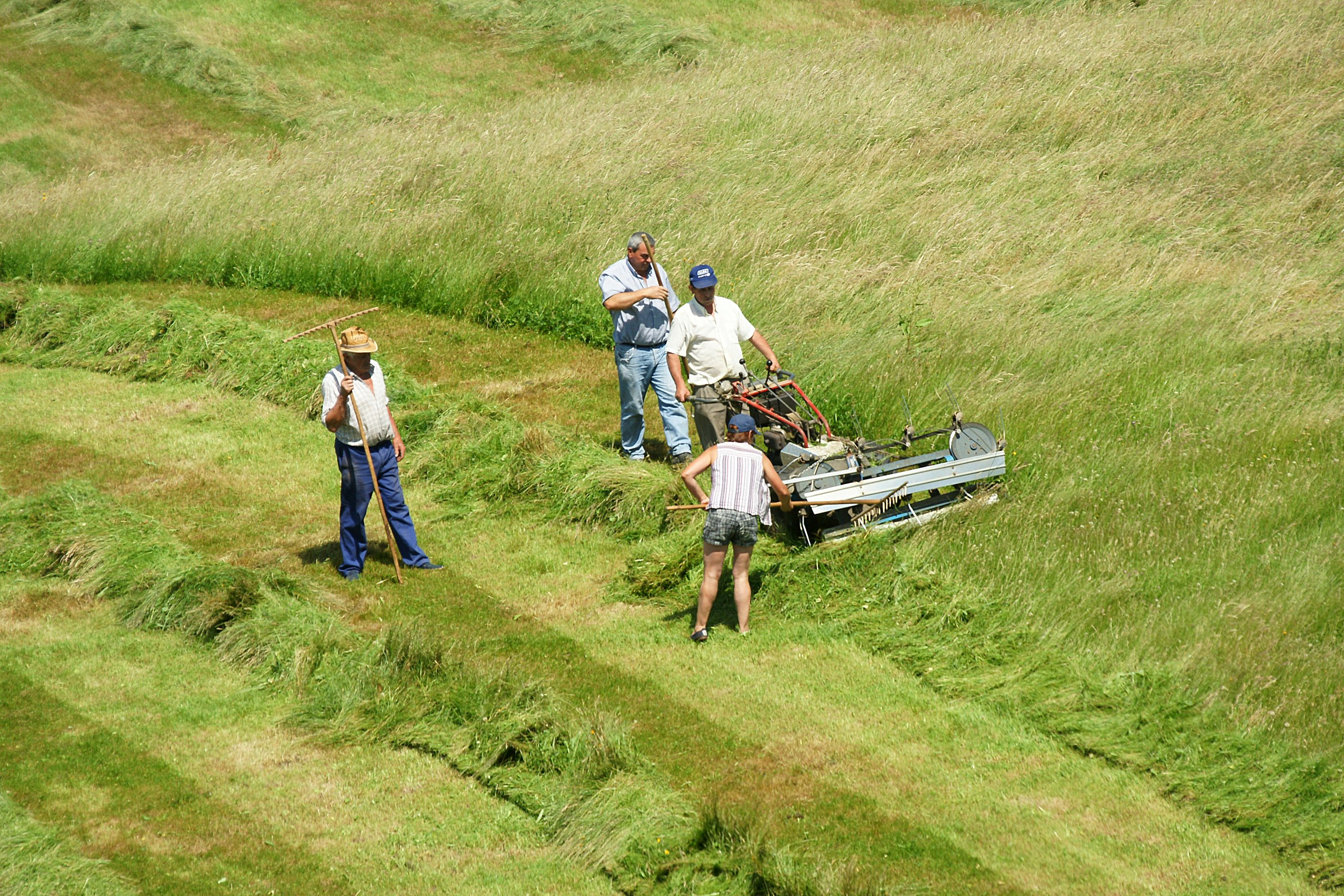
La extensión de la cría de ganado de leche en Cantabria durante mediados del trajo consigo la pradificación del terrazgo y la sustitución de otros cultivos. Prácticamente desapareció el cultivo de la manzana destinado a la producción de sidra, primando la selección y producción de especies forrajeras de gramíneas para la alimentación del ganado vacuno.

La economía cántabra ha pasado de ser eminentemente rural a post-industrializada y tendente a los servicios. No obstante, algunos hechos demuestran las posibilidades de este sector, como denota la producción de vino cántabro, promovida desde el año 2000; así, Cantabria contaba en 2007 con seis vinicultores, dos tintos y cuatro blancos, que ocupaban en total 24 hectáreas y se venden bajo las denominaciones de origen Costa de Cantabria y Liébana. En total produjeron ese año 100.000 litros (60.000 de tintos y 40.000 de blancos).
En 2013 Cantabria contaba con diez bodegas que producen a mediana o pequeña escala unos 300.000 litros, además la bodega manchega Pago Casa del Blanco de Manzanares de Ciudad Real ha anunciado que creara en 2014 uno de los mayores viñedos de la comunidad con 10 hectáreas, además de llevar a cabo la restauración del palacio barroco de los Alvarado, en Treto (Bárcena de Cicero).
Entre los cultivos más comunes destaca el maíz. No obstante, la geografía rural cántabra se caracteriza por el minifundio, que no permite un gran aprovechamiento económico y está ligado a una economía de subsistencia. Las explotaciones modernas existentes, escasas y de tamaño medio, venden sus productos a la industria alimentaria. Las tierras cultivadas en el año 2000 ocupaban 12.241 hectáreas, representando solo un 2,3% de la superficie autonómica, y ocupaban a 14.125 personas (6,1% de la población) contando a los ganaderos, que son la inmensa mayoría; estas cifras han descendido desde entonces.
La agricultura de secano tiene una importancia muchísimo mayor a la de regadío, estando la mayoría del terreno dedicado a heno, forraje y pastos para el ganado (maíz, alfalfa, nabo, etc). El resto de los cultivos, entre los que destacan cereales como la cebada, las hortalizas, los árboles frutales y los tubérculos contaban tan solo con 3.200 ha en el año 2000, por lo que su importancia es ínfima. Otras 2.000 ha estaban dedicadas al regadío, parte de ella también destinada a la alimentación del ganado.
Por orden de importancia, los principales cultivos son: forrajes, patata, hortalizas, cereales y frutales. Por otra parte, en 2002 el Ministerio de Medio Ambiente publicaba la existencia de 56.403 hectáreas protegidas en Cantabria bajo distintos grados, lo que supone el 10,6% de la comunidad autónoma.
En 2006 la producción agraria comercializada fue de 40.797 Tm.

### Silvicultura
En Cantabria la especie arbórea de aprovechamiento por excelencia es el eucalipto, traído de Australia, que ya forma parte del paisaje cantábrico en sustitución de las especies autóctonas, seguido del pino. Por sus condiciones climáticas solo el 1% de su territorio se considera inadecuado para la silvicultura. A pesar de todo una gran parte de su superficie está dedicada a praderas y pastos desde la época moderna, cuando los bosques desaparecieron en servicio de los Reales Astilleros de Guarnizo y la Real Fábrica de Artillería de La Cavada; los espacios forestales representaban el 67,55% del territorio (INE, año 2000), de los cuales el 39,39% es forestal arbolado (el 11,46% de las masas arboladas están ordenadas).
Las plantaciones de pino y eucalipto están dedicadas principalmente a la industria papelera, en la que destaca la fábrica torrelaveguense Sniace, y a la maderera. El aprovechamiento directo de la silvicultura representaba en 2001 el 6% de la economía cántabra, por encima de la agricultura

### Ganadería

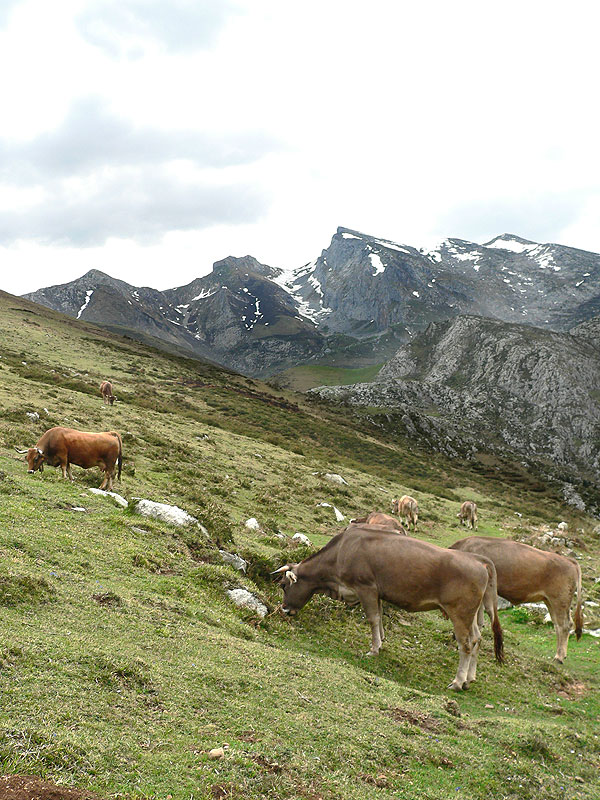
Vacas pastando en una braña en Tresviso. En la segunda mitad del Cantabria optó por la especialización ganadera frente a otros sectores tradicionales, como el vitivinícola y el de producción de sidra.

La leche de vacuno industrializada, sector que tiene su origen para Cantabria con las primeras fábricas de 1901, varias de ellas absorbidas luego por Nestlé durante los años 1930, obligó a la inversión en razas extranjeras que poblaron la región para rentabilizar la producción.
El sector primario en Cantabria, y en especial la agricultura y la ganadería, sufre una fuerte tendencia bajista desde 1955. El ingreso de España en la Comunidad Económica Europea (CEE) en 1985 supondría para la ganadería cantábrica un recorte en la producción en favor de países como Francia y del Norte de Europa en la comercialización de leche fresca, en polvo y derivados lácteos, y en la importación de ganado vivo, carne fresca y refrigerada. Un fuerte golpe para el medio rural del Cantábrico que compensaba así la entrada en los mercados europeos de la agricultura mediterránea, entre otros sectores. En 1995 la ganadería ya solo ocupaba a un 9% de la población en Cantabria (13.800 personas, un 75% dedicadas a la leche de vacuno). Durante los años 1990 las vacas lecheras frisonas de raza Holstein-Friesian sumaban en torno a 120.000 cabezas, habiendo otras 45.000 dedicadas a la producción de carne.
En 2001 existían en Cantabria 330.000 reses. Las estadísticas se habían invertido y las vacas lecheras, en su mayoría frisonas, suponían un tercio, mientras que las de raza tudanca, de carnes y de cruces sumaban 70.000 y seguían aumentando. A pesar de todo, el sector poblacional que vivía de la ganadería había descendido. En valores absolutos las reses cántabras eran algo más del 5% del total nacional y produjeron 525.000 Tm de leche.
El mercado de ganados más importante es el de Torrelavega, instaurado como tal en 1799. A él concurrieron en 2005 145.655 reses, de las cuales 142.619 consiguieron venderse, 135.033 destinadas a la producción lechera y 7.586 para productos cárneos.
Como denominación de origen existe Carne de Cantabria, de productos no transformados provenientes de las razas autóctonas y alóctonas de la región, algunas en peligro de desaparición.

### Pesca

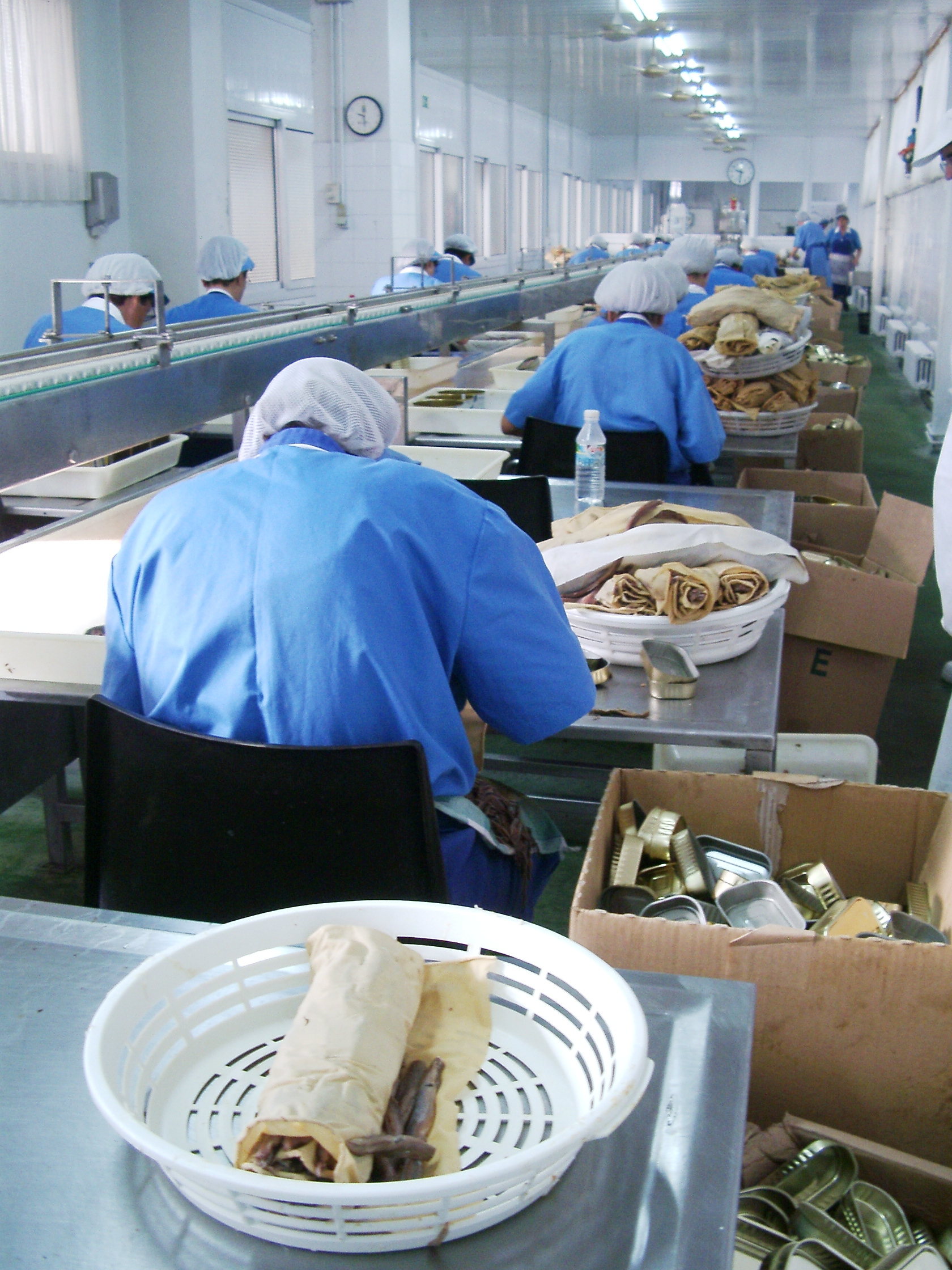
Trabajadoras en una línea de envasado de anchoas en salazón en Santoña. El proceso de elaboración de este producto sigue siendo un trabajo artesanal, manual y muy meticuloso. La mano de obra en la industria conservera está ocupada fundamentalmente por mujeres.

Este es otro sector con larga tradición en Cantabria, hoy sujeto a las normativas europeas. El producto más conocido fuera de la región es la anchoa del Cantábrico, si bien hay un volumen relativamente importante tanto de pesca de altura como de bajura. Por otro lado, existe la pesca fluvial regulada, principalmente de la trucha y el salmón, aunque no con grandes objetivos comerciales, y la captura de moluscos en la vertiente este de la bahía de Santander, principalmente de almejas, plato típico de Santander.
En 2006 se desembarcaron 32.850 Tm de pescado, fundamentalmente verdel, seguido de lejos por el bonito y el chicharro.

### Minería
La minería, antes muy extendida por la región, ha dejado de ser un factor determinante debido en parte a la no viabilidad en la explotación de los yacimientos de cinc, junto a los de hierro otrora grandes y valiosos. Este sector fue muy fuerte durante casi todo el siglo XX, atractivo para capitales locales, nacionales y extranjeros, y favoreció la creación de industrias ligadas a él, como Nueva Montaña, Talleres del Astillero y Productos Dolomíticos. Históricamente se han explotado también yacimientos de sal como en Cabezón de la Sal y Polanco, actividad que continúa en la actualidad llegando a producir en 2009 el 34'31 % del total producido en España.

## Sector secundario

### Industria

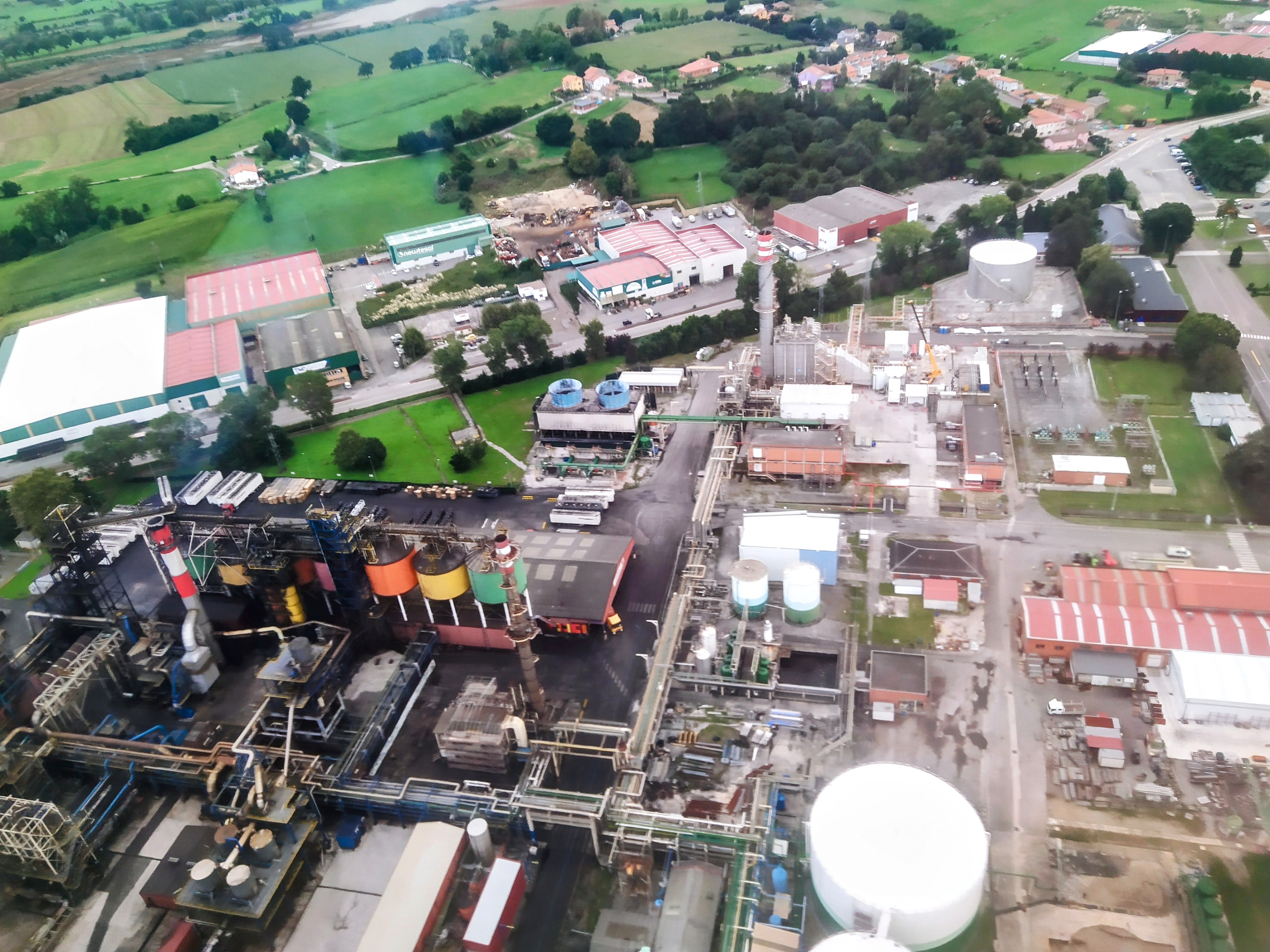
Factorías de Dynasol y Birla Carbón en la bahía de Santander. La crisis de los años 1970 y la posterior reconversión industrial de los años 1980 eliminó gran parte de la industria pesada de Cantabria.

La industria cántabra tiene dos áreas principales, la de Santander y la de Torrelavega, ciudades que forman además una conurbación llamada área metropolitana de Santander-Torrelavega. Según datos de finales de la década de los años 1990, el sector industrial contaba con 20.000 empleados en Santander, 9.000 en Torrelavega, 3.000 en Los Corrales de Buelna, 4.000 en el área de la desembocadura del Asón, 3.000 en Reinosa y 2.000 en Castro Urdiales.
Como ha sucedido en múltiples casos, estas áreas industriales han atraído a la población, produciéndose el éxodo rural y repercutiendo en la consolidación de la industria, a pesar de que su auge hoy es mucho menor y la economía regional está volcada principalmente hacia los servicios. A mediados del siglo XX Cantabria poseía una industria protagonista en su economía y anticipada a la mayoría del territorio español, a pesar de lo cual cayó en un proceso degenerativo que culminó con la destrucción de gran parte del tejido industrial.
Actualmente, la empresa pública Grupo Sodercan regula la adquisición de nuevo suelo industrial mediante el programa Sican (suelo industrial de Cantabria), centrado en la creación de polígonos en áreas cercanas al litoral, Reinosa y el curso alto del río Asón. En 2007 un informe del gobierno de Cantabria, asesorado por el Banco Santander, destacaba el mayor protagonismo que el sector industrial está tomando en la región.
La industria agroalimentaria es escasa; en 2001 solo superaba en puestos de trabajo al sector primario. Con 3.400 empleos suponía el 10% de la industria cántabra, por debajo de la media nacional (12%). Sus mayores subsectores son, por volumen de producción: las industrias de pan y galletas (38%), las de cacao y chocolate (27%) y las lácteas (11%); por volumen de ventas destacan los chocolates (34%), los productos lácteos (20%) y las industrias de pan y galletas (14%), según el INE (2001).

#### Área de Santander

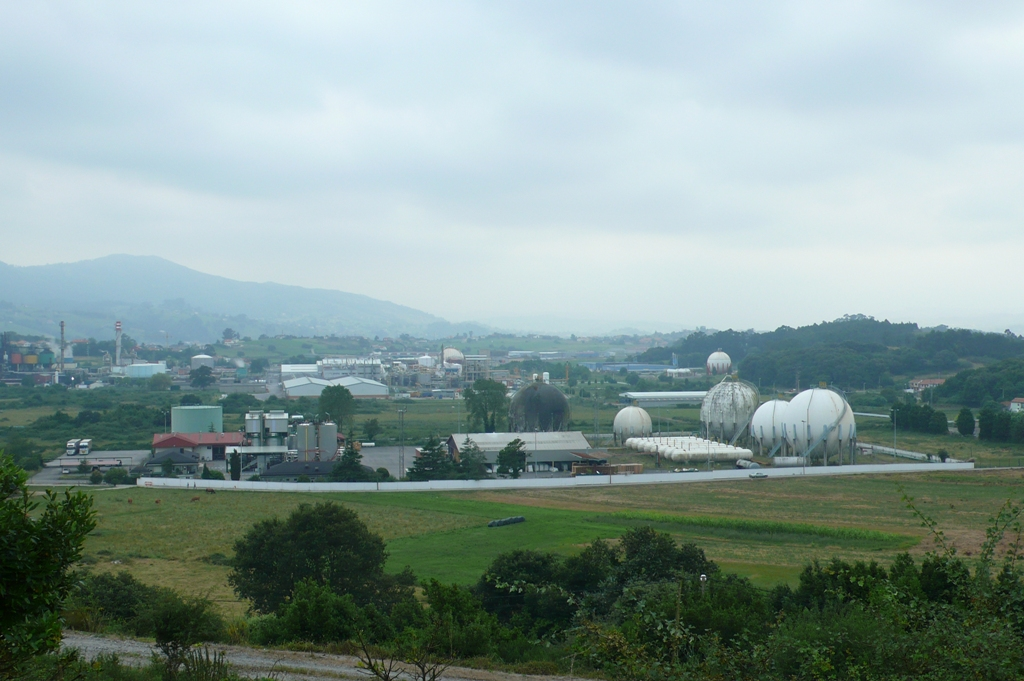
Industria petroquímica en Marina de Cudeyo, en el ámbito de la bahía de Santander.

Santander y sus municipios colindantes reúnen buena parte de las industrias de la región, en especial en los sectores siderúrgico, químico, naval y maderero. Cabe mencionar la empresa Trenzas y Cables de Acero, situada en Nueva Montaña.
Por supuesto destaca el puerto de Santander (Raos), que contaba en 2010 con 31 muelles (1 de ellos el de Requejada, fuera del área aquí descrita); su mayor tráfico se refiere al comercio automovilístico, siendo en este campo uno de los grandes puertos de España. Hoy la mayoría de los muelles se encuentran en el fondo de la bahía, en las zonas de Maliaño-El Astillero, encontrándose en proyecto la construcción de un puerto exterior. El puerto de Santander, al que afluyen mercancías tales como los automóviles de importación y el carbón, registró en mayo de 2010 un tráfico de 414.359 toneladas según la autoridad portuaria, mientras que en 2002 había registrado, sin contar pesca ni avituallamiento, su mayor tráfico histórico: 5.410.000 toneladas. Los astilleros de Santander (empresa Astander) recuperaron el 27 de mayo de 2010 el campo de la construcción naval con el encargo de conclusión del buque Cristina Masaveu, empezado en Asturias, después de 21 años dedicados únicamente a la reparación, debido a la prohibición de dedicarse a la construcción emitida conjuntamente por la Unión Europea y el Gobierno de España hacia el astillero santanderino (privatizado en 1999) hasta 2004.
Entre los polígonos industriales destaca el de Camargo, entre la ciudad y el aeropuerto, que cuenta con 100 hectáreas en las que existían en enero de 2010 476 naves ocupadas en un 90%, generando empleo directo para 2.000 personas.
Dentro del sector químico destaca la producción de jabones, detergentes, pinturas y fármacos.

#### Área de Torrelavega

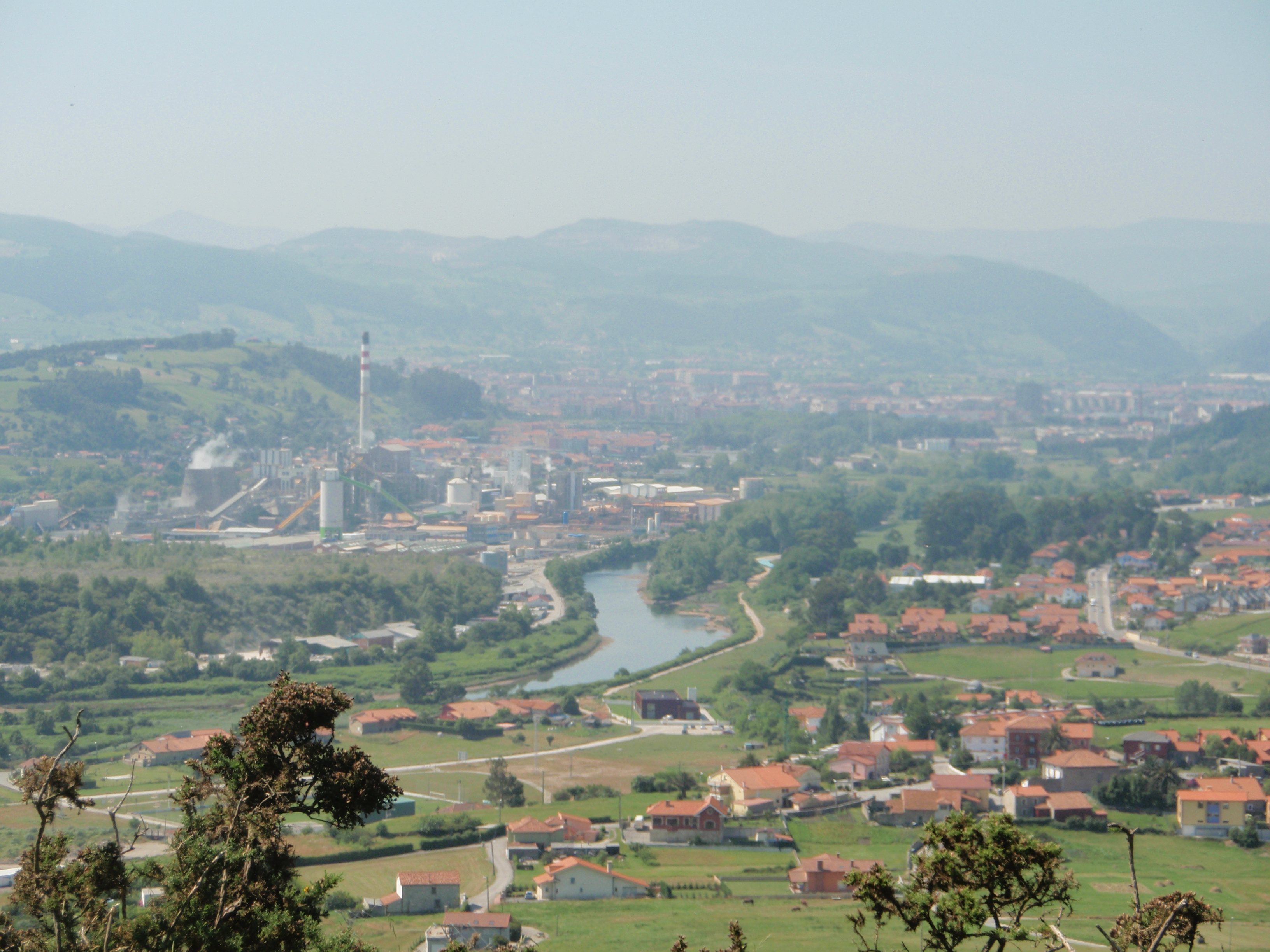
Vista lejana del conjunto industrial Solvay, en el área industrial de Torrelavega (la ciudad al fondo), desde el monte La Masera de Cortiguera.

El área de influencia de Torrelavega, que se expande hasta Reocín y Los Corrales de Buelna supone el segundo gran polo industrial de la región, centrado en las industrias siderúrgicas, químicas, metalúrgicas y papeleras. En esta zona se enclavan dos de las mayores empresas de Cantabria: Sniace y Solvay. El 21,7% de la población activa del municipio de Torrelavega está ocupada en la industria.
Torrelavega ha sido desde antiguo un centro industrial importante, con cerca de la mitad de su población activa empleada en actividades industriales en la década de los '80. Entre 1903 y 1908 se construyó la empresa Solvay entre Torrelavega, Barreda y Requejada, inicialmente dedicada a la sosa cáustica, el carbonato sódico y el bicarbonato sódico; luego al cloruro cálcico (1933), cloro gas (1935), cloro líquido y ácido clorhídrico sintético (1948) y resinas sintéticas (años 1950). Posteriormente se amplió la producción al silicato sódico y las sales centrífugas y secas, convirtiéndose en una de las fábricas químicas españolas más destacadas, a lo que se añade su gran volumen de exportaciones (120.000 Tm solo a América Latina en 1987). Hoy la oferta se ha ampliado a plásticos, peroxidados y clorados.
Otra empresa destacada de Torrelavega es SNIACE (Sociedad Nacional de Industrias Aplicaciones Celulosa Española, Sociedad Anónima), que fundada en Madrid en 1939 se instala en Cantabria en el año 1941. Desde su inicio desarrolló un enorme complejo, una diversificación de sus productos y una serie de relaciones sólidas con las empresas de su entorno. No obstante, y aunque su crecimiento ha sido sostenido durante varias décadas, hoy en día atraviesa problemas y cuenta con muchas instalaciones obsoletas. Además de estas dos empresas existen otras importantes, como Bridgestone y las dos fábricas del grupo ASPLA-Armando Álvarez.
En Reocín destacaba AZSA (antigua Real Compañía Asturiana de Minas), aunque su actividad se consideró concluida en 2003, puesto que ya no es rentable aprovechar las últimas vetas de zinc que extraían en las minas a cielo abierto.
Los Corrales de Buelna experimentaron un desarrollo industrial cuando la fábrica de puntas, fundada por José María Quijano Fernández-Hontoria en 1873, se convirtió en una de las trefilerías más importantes de España durante la segunda mitad del siglo XX. En la primera década del siglo XX, con el desarrollo de la minería del hierro en la región, la empresa Forjas de Buelna producía acero para la multinacional Siemens.

#### Enclave de Reinosa
La ciudad de Reinosa sigue siendo gran centro industrial para Cantabria, a pesar de la pérdida de importancia que conllevó la reestructuración estatal de empresas de la década de los '80. Actualmente su industria está centrada en la metalurgia, la electrónica, el material ferroviario y naval y el sector alimentario.
Reinosa conoció una temprana industrialización con las fábricas de harina en torno a 1800 y una segunda industrialización con la aparición de empresas como Sociedad Española de Construcción Naval (1917, luego Forjas y Aceros), Constructora Nacional de Maquinaria Eléctrica (1930, luego Camesa) y Farga Casanova (1933). Fue y sigue siendo un núcleo cerrado o 'enclave' diferenciado, de importancia pero aislado del continuo industrial de la región, centrado en el área Santander-Torrelavega.

#### Área del estuario de Limpias

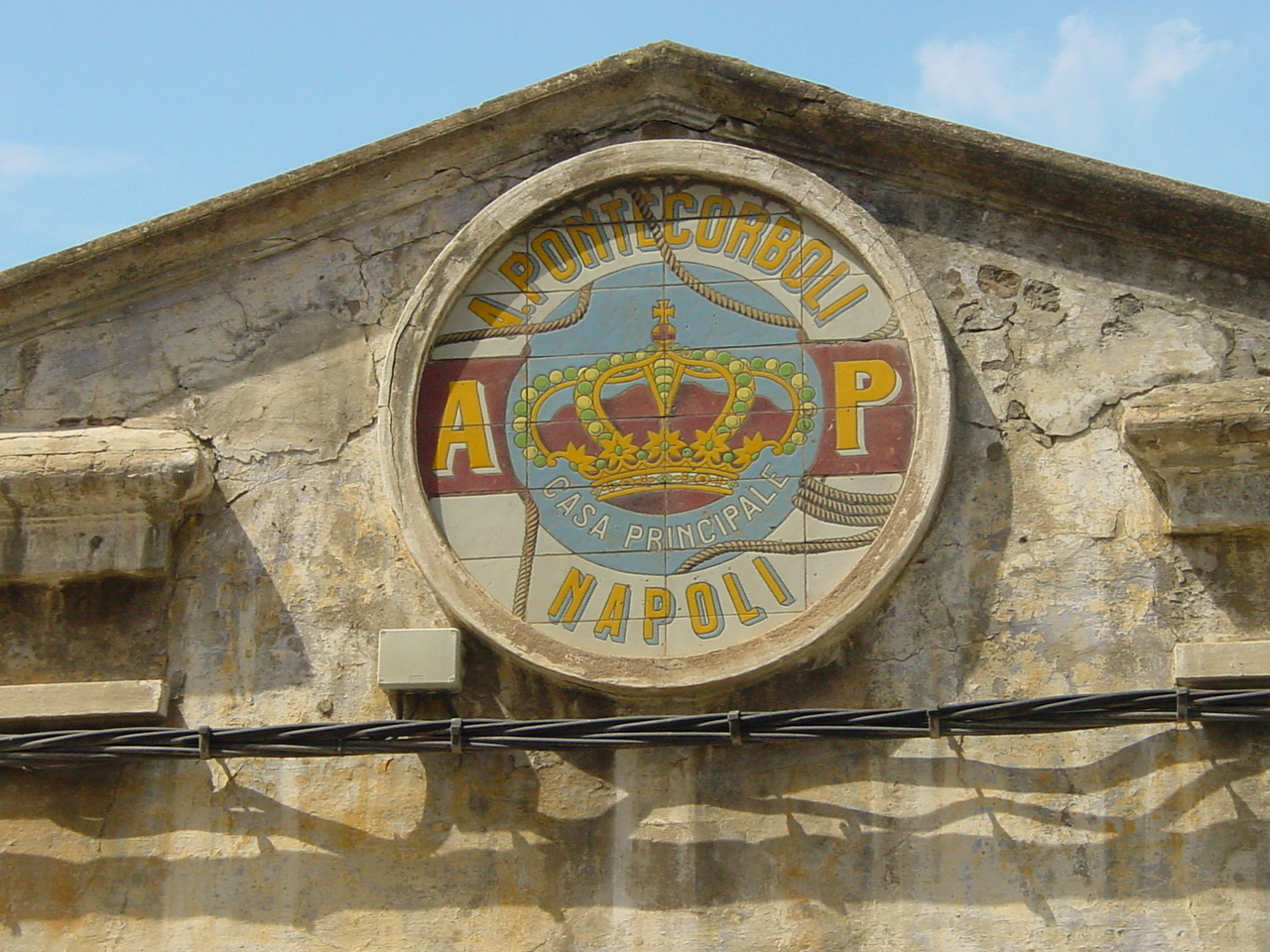
Detalle de fachada de una antigua conservera santoñesa.

Una moderna área industrial la definen Laredo, Santoña, Colindres y Limpias, impulsada por las áreas metalúrgica y conservera, donde destaca el envasado de las anchoas de Santoña.
En esta área destaca la industria conservera de Santoña, de la cual la primera noticia moderna conocida es una fábrica de escabeche ya en funcionamiento y con perspectiva de construcción de una nueva en 1876; ya en 1251 Laredo obtuvo privilegios de Alfonso XI para producir salazones. Este subsector se extendió en la última década del XIX con la edificación de una gran fábrica conservera en Isla, llamada La Calderona. En 1887 nace la asociación que dio lugar a Hijos de Carlos Albo, la empresa conservera local más importante. La fábrica conservera más moderna es Conservas Rueda, inauguradas sus nuevas en 2010 tras el incendio de 2007, y con 23 puestos de trabajo. Estas fábricas se dedicaban al escabeche y a la salazón. Hoy los productos más conocidos de las conserveras locales son las anchoas de Santoña (filetes de anchoa) y el bonito del norte Un dato revelador es que de las 57 fábricas conserveras existentes en 1998 en Cantabria, el área del estuario de Limpias reunía la mayoría, con un 48% en Santoña, un 16% en Laredo y un 10% en Colindres. A pesar de todo el sector ha caído debido al menor número de capturas (según las épocas); en 1970 se estima que la conserva de anchoa en Cantabria representaba el 90% del consumo español y el 50% del consumo mundial.

#### Enclaves industriales menores
Durante las últimas décadas se han consolidado como enclaves industriales menores y aislados poblaciones como Castro Urdiales, Ramales de la Victoria, Cabezón de la Sal, Mataporquera, Santa María de Cayón y Molledo. Mención aparte, aunque no significativa, merecen las empresas dedicadas a producir y comercializar productos alimentarios típicos de la región, como las corbatas de Unquera, el sobao pasiego y la quesada pasiega, entre las que destaca la marca El Macho.
En el área de Liébana destaca, dentro de la industria agroalimentaria, el queso azul con denominación de origen Queso de Picón-Bejes-Tresviso, al que se suma otra denominación, los Quesucos de Liébana. Varios otros municipios se dedican a la producción quesera, bajo una tercera denominación, Queso de Cantabria.

### Construcción
La construcción representa el tercer sector en importancia para Cantabria, después de los servicios y la industria. En los últimos años se ha centrado tanto en las obras públicas y de carácter territorial, gracias a las ayudas europeas (Autovía del Cantábrico, Autovía de la Meseta, mejora de innumerables carreteras, como la del Desfiladero de la Hermida, etc), como en la construcción arquitectónica, hecho que ha ocasionado varios destrozos naturales en las áreas costeras.
Los principales grupos empresariales dedicados a las obras públicas son Ascan y Siec.

## Sector terciario

### Turismo

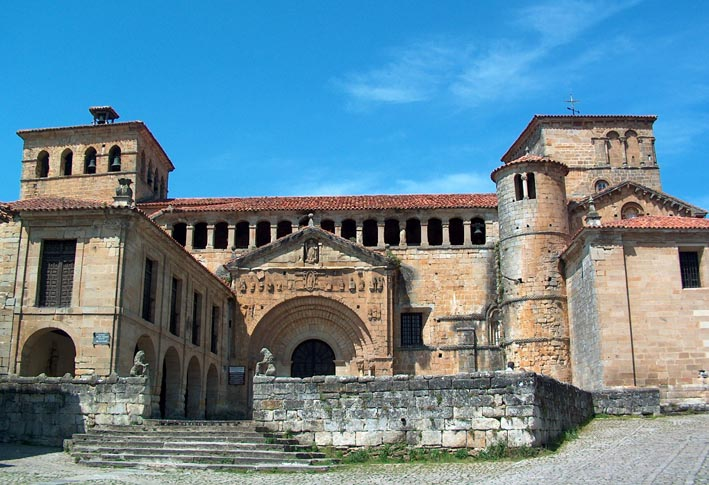
Colegiata de Santa Juliana, en la villa de Santillana del Mar, uno de los núcleos con mayor atractivo de la región y uno de los que soportan mayor carga turística.

El flujo turístico cuenta con una antigua tradición en Cantabria, pues ya desde mediados del siglo XIX se explotan los balnearios de aguas termales, de olas y las casas de campo. Posteriormente, durante los primeros 30 años del siglo XX, se produce un turismo aristocrático que viene simbolizado por la estancia del rey Alfonso XIII primero en el palacio de Las Fraguas y después en el palacio de la Magdalena. Este turismo ilustrado tiene como consecuencia la transformación de Santander, la ocupación de El Sardinero y la creación de lo que luego serían la Universidad de Cantabria y la Universidad Internacional Menéndez Pelayo. Tras la Guerra Civil la aparición de un turismo playero con miras en las costas mediterráneas y la desviación de fondos hacia la industria provocaron la caída del sector, que no se recuperó hasta los años '80, aunque poco regulado. Se estima que en 1990 los alojamientos privados (casas, pisos) ofrecidos a los turistas triplicaban a los ofrecidos por los establecimientos hoteleros. Aun así, el turismo en 1995 solo supuso el 0,7% del turismo nacional, con un 12% de extranjeros frente al 63% total del Estado, lo que reduce el conocimiento de Cantabria al territorio español. Cantabria recibió en 2006 2.802.136 turistas que ocuparon plaza en hoteles, de los cuales solo 359.306 eran extranjeros, lo que demuestra la escasa internacionalización de la comunidad.
En cuanto al turismo rural, en el cual Cantabria tiene mucho que enseñar, pernoctaron oficialmente en 2006 489.495 turistas, ocupando solo el 23,49% de las plazas disponibles. Nuevamente el turismo extranjero es escaso, pues solo llegaron 33.199 turistas de ese total. Mayores son los datos de pernoctaciones en campamentos, con 1.145.551 turistas en 2006. Aquí la distancia entre turistas nacionales y extranjeros se acorta, habiendo sido los últimos 219.691; aun así no llegan a ser la cuarta parte de los españoles.
Todavía hoy los turistas procedentes del País Vasco y Madrid representan en torno al 50% del total, mientras que los de Castilla y León, fundamentalmente Palencia, Burgos y Valladolid, superan el 20%. Después, también por encima del 10%, se sitúan los turistas catalanes. En 2006 los turistas extranjeros que pernoctaron en hoteles cántabros fueron 359.306, muchos menos que los 2.442.830 turistas españoles, lo que indica la escasa proyección internacional de Cantabria.
En los últimos años el desarrollo turístico ha sido inmenso en la franja costera, basado en el turismo de sol y playa, mientras que no se ha sabido aprovechar toda la potencialidad del interior, desconocido a excepción de la comarca de Liébana, que a sus atractivos naturales (Picos de Europa, montañismo, escalada, tradiciones) suma la peregrinación al monasterio de Santo Toribio de Liébana. En el litoral o cercano a él destacan como núcleos turísticos San Vicente de la Barquera, Comillas, Santillana del Mar, Santander, Isla, Noja, Santoña, Laredo y Castro Urdiales.
Otro atractivo de la región son las numerosas cuevas, tanto por sus pinturas rupestres como Altamira o La Pasiega, declaradas Patrimonio de la Humanidad, como por sus formaciones kársticas, como El Soplao, habilitada para su visita en el año 2005, donde además puede practicarse espeleología.

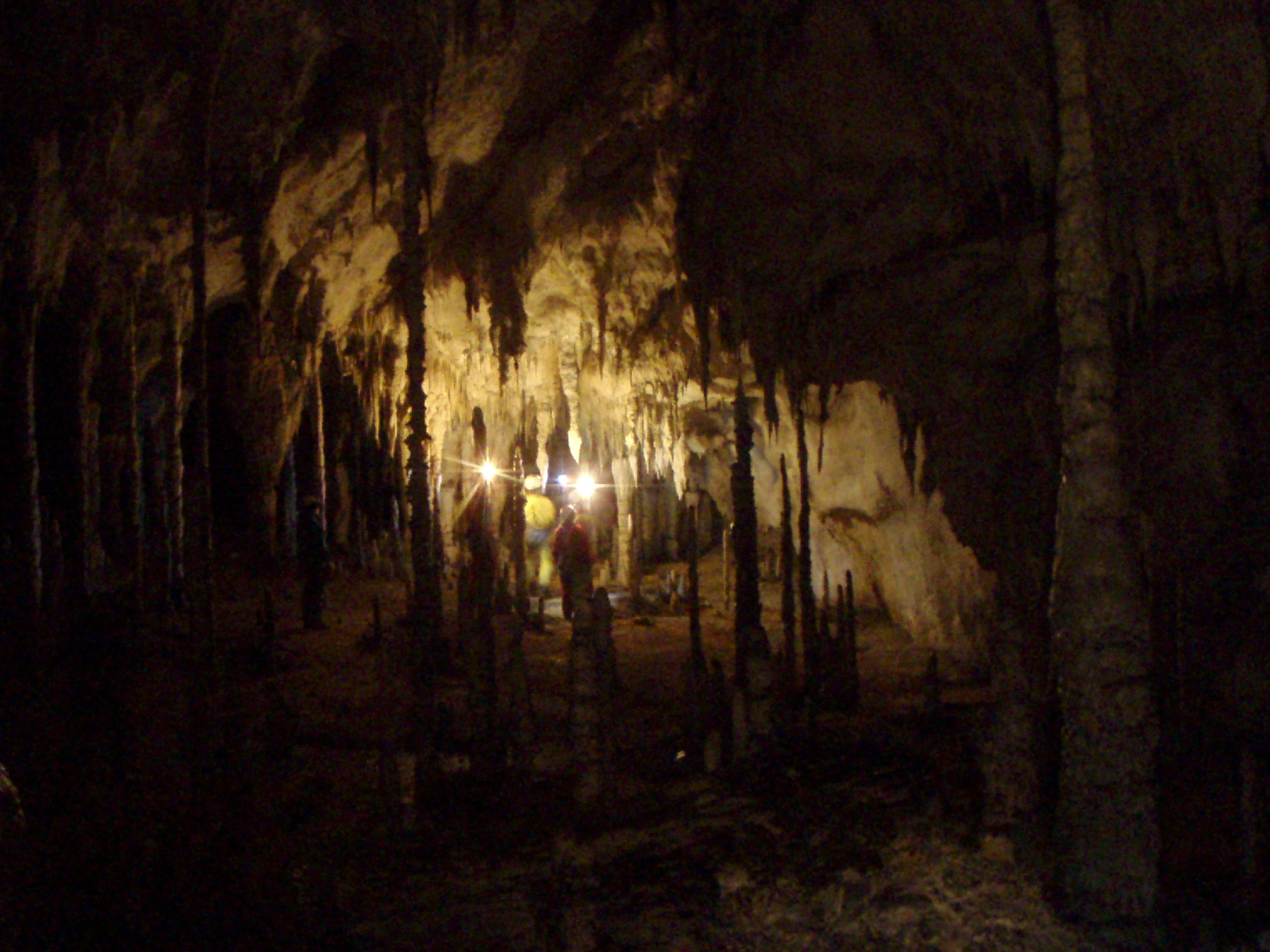
Espeleología en la cueva Conventosa.

Además, existen numerosas festividades de interés repartidas por toda la región, de las cuales las más multitudinarias son la Batalla de flores de Laredo y el carnaval de Santoña. Caso aparte es la peregrinación al monasterio de Santo Toribio de Liébana, al que le corresponden sus años lebaniegos.
Uno de los apartados más desconocidos y menos explotados de Cantabria son sus restos arqueológicos de la Antigüedad, contando con la ciudad romana de Julióbriga, de tamaño medio, aún muy poco excavada, numerosos castros y poblados prehistóricos no accesibles ni reglados y buena cantidad de torres altomedievales ruinosas y en peligro de ruina. Mejor conservado está el patrimonio eclesiástico medieval, donde destacan las cuatro colegiatas románicas de Cantabria.
Cantabria cuenta actualmente con buenas comunicaciones, lo que aumenta exponencialmente la llegada de turistas. Está bien comunicada con el norte de España mediante la autovía del Cantábrico, con la meseta por la autovía de la Meseta y en un futuro, mediante el tren de alta velocidad AVE, y con otros territorios nacionales e internacionales mediante el aeropuerto internacional de Parayas (destacando su crecimiento a raíz de convertirse en base de la compañía irlandesa Ryanair), además de contar con un ferry que realiza la ruta Santander-Plymouth.

### Servicios
La ciudad de Santander focaliza la mayoría de los servicios, siendo un subcentro Torrelavega y habiendo pequeños núcleos de servicios locales en las villas de la costa, a los que se les suman otros núcleos como Potes y Reinosa; esta situación se hace eco de la disposición demográfica.
Santander cuenta con el Hospital Universitario Marqués de Valdecilla, el grueso de la Universidad de Cantabria (UC), la sede de la Universidad Internacional Menéndez Pelayo, el Palacio de Festivales, cierta cantidad de museos y salas de exposición como el de Bellas Artes y el de Prehistoria y Arqueología, la sede del Gobierno de Cantabria, el Parlamento de Cantabria, la catedral, el puerto, terminales de los ferrocarriles FEVE y RENFE (y en un futuro, AVE), plaza de toros, palacio de deportes, el estadio del Racing de Santander, el complejo deportivo de La Albericia, etc.
La ciudad de Torrelavega, como segundo centro autonómico, cuenta con el Hospital Sierrallana, un campus de la Universidad de Cantabria, el CIMA (Centro de Investigación del Medio Ambiente), el Teatro Municipal Concha Espina, la Biblioteca Popular Gabino Teira, estaciones de FEVE, autobuses y Adif, la Bolera de más aforo del estado (Severino Prieto), el Pabellón Vicente Trueba (5.000 localidades) así como el mercado de bovinos como principales servicios a nivel regional.
Por la singularidad de su posición destaca la villa de Potes, capital de la comarca de Liébana, que reúne la mayoría de sus servicios por ser su localidad más poblada. Además de la oferta hotelera, que incluye un cámping y una serie de apartamentos, cuenta con piscina pública y escuela de natación, escuelas primaria y secundaria, tanatorio y residencia de ancianos, entre otros.

### Banca

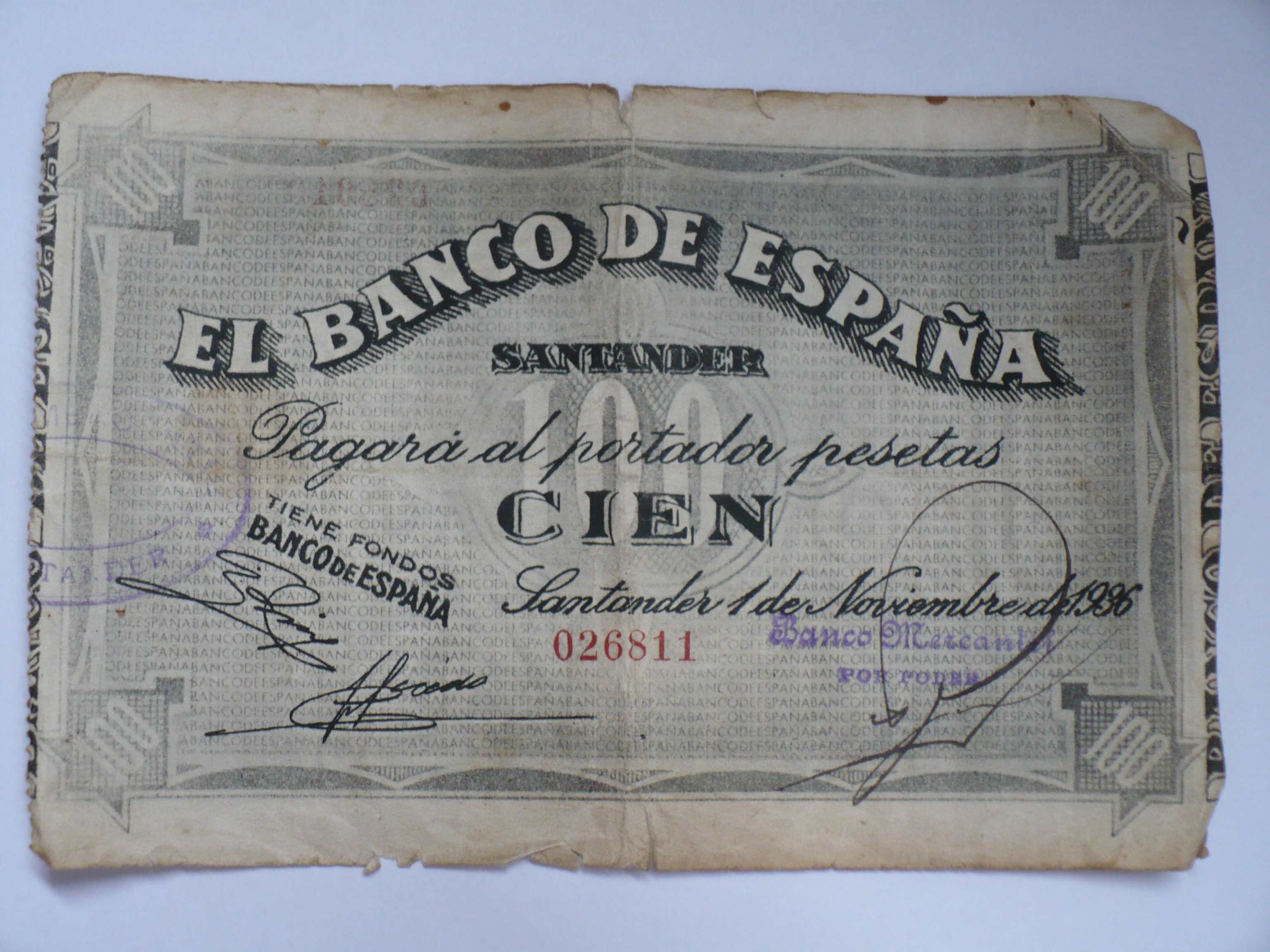
Billete de 100 pesetas del Banco de España en Santander, emisión del 1 de noviembre de 1936

El sector financiero cántabro tiene una respetable tradición, habiéndose creado el Banco Santander el 15 de mayo de 1857 en la ciudad homónima, hoy el mayor y más saneado de Europa y uno de los mayores bancos del mundo, que abrió su primera oficina fuera de Cantabria en 1926, en Espinosa de los Monteros, pequeña localidad en el norte de la provincia de Burgos, oficina que aún sigue abierta en la actualidad. A día de hoy aún mantiene su sede social en Cantabria.
La otra entidad cántabra que sigue operando es Caja Cantabria, fundada en 1898, que cuenta con más de 160 sucursales repartidas por España. En marzo de 2011, como consecuencia de las múltiples fusiones de cajas de ahorros españolas, forma junto a Cajastur y Caja Extremadura Effibank, bajo la fórmula de un Sistema Institucional de Protección, y cuya marca comercial es Liberbank.

### Comercio
La actividad comercial de Cantabria se concentra principalmente en Santander y Torrelavega, siguiendo una estructura nuclear similar a la del subsector servicios. La Cámara de Comercio de Cantabria ha sufrido en los últimos tiempos una transformación que la ha convertido en una gran estructura de servicios hacia las empresas y las asociaciones. El sector empresarial de Torrelavega se agrupa en torno a su propia organización, la Cámara de Comercio e Industria de Torrelavega
Dentro de las grandes cadenas comerciales nacionales e internacionales, destacan en Cantabria por su presencia El Corte Inglés, Carrefour, Hipercor, Mercadona y Valle Real-Eroski.

## Infraestructuras
Cantabria cuenta con un aeropuerto internacional, el de Santander o Seve Ballesteros, dos autovías (Autovía del Cantábrico, que la comunica con el noroeste peninsular, y la Autovía de la Meseta, que la comunica con el interior); además contaba en junio de 2010 con la cuarta densidad de carreteras más alta del país según Europa Press (48,6 km por cada 100 km², 2.012 km en 2005, sumando además casi 130 km de paseos peatonales y carriles bici. Otras importantes infraestructuras son las vías férreas. Cantabria dispone de dos líneas de Cercanías de FEVE (vía estrecha) y otra de RENFE (vía ancha). En cuanto a los puertos destaca el de Santander, que dispone de una línea de ferry con Inglaterra y otra de barcazas que recorre la bahía de Santander.
En 2017 el aeropuerto de Santander movió 10.989 vuelos con 937.641 pasajeros lo que supuso un aumento del 20.5% respecto al año anterior.

## Exportaciones e importaciones
En el primer semestre de 2010 la economía cántabra, como síntoma claro de la salida de la recesión por la crisis económica de 2008-2010, reflejó una subida del 23% en exportaciones frente al 16% de la media española, y una subida del 45% en las importaciones, cifra muy superior al 14,5% de la media nacional. En todos los casos (al menos hasta junio) se supera la media nacional. Más del 70% de las exportaciones cántabras las acapara la Unión Europea, especialmente Francia, Alemania, Italia, Reino Unido y Portugal. En América destacan los mercados de Brasil y Estados Unidos, y en Asia, China, India e Irán. Cantabria importa principalmente desde Reino Unido, Alemania, Francia, Finlandia e Italia, y en menor grado de Rusia y Turquía, en Europa. Crecieron un 30% las importaciones desde China y Japón, y el 47% de Estados Unidos. En ambos casos las cifras de África y Oceanía apenas tuvieron repercusión.